# 말라보 국제공항
말라보 공항 또는 산타 이사벨 공항 IATA: SSG, ICAO: FGSL (스페인어: Aeropuerto de Malabo)은 적도 기니 비오코섬 푼타 에우로파에 위치한 공항이다. 공항은 동쪽으로 약 9 킬로미터 (5.6 mi) 떨어진 수도 말라보의 이름을 따서 명명되었다.

## 항공사 및 목적지

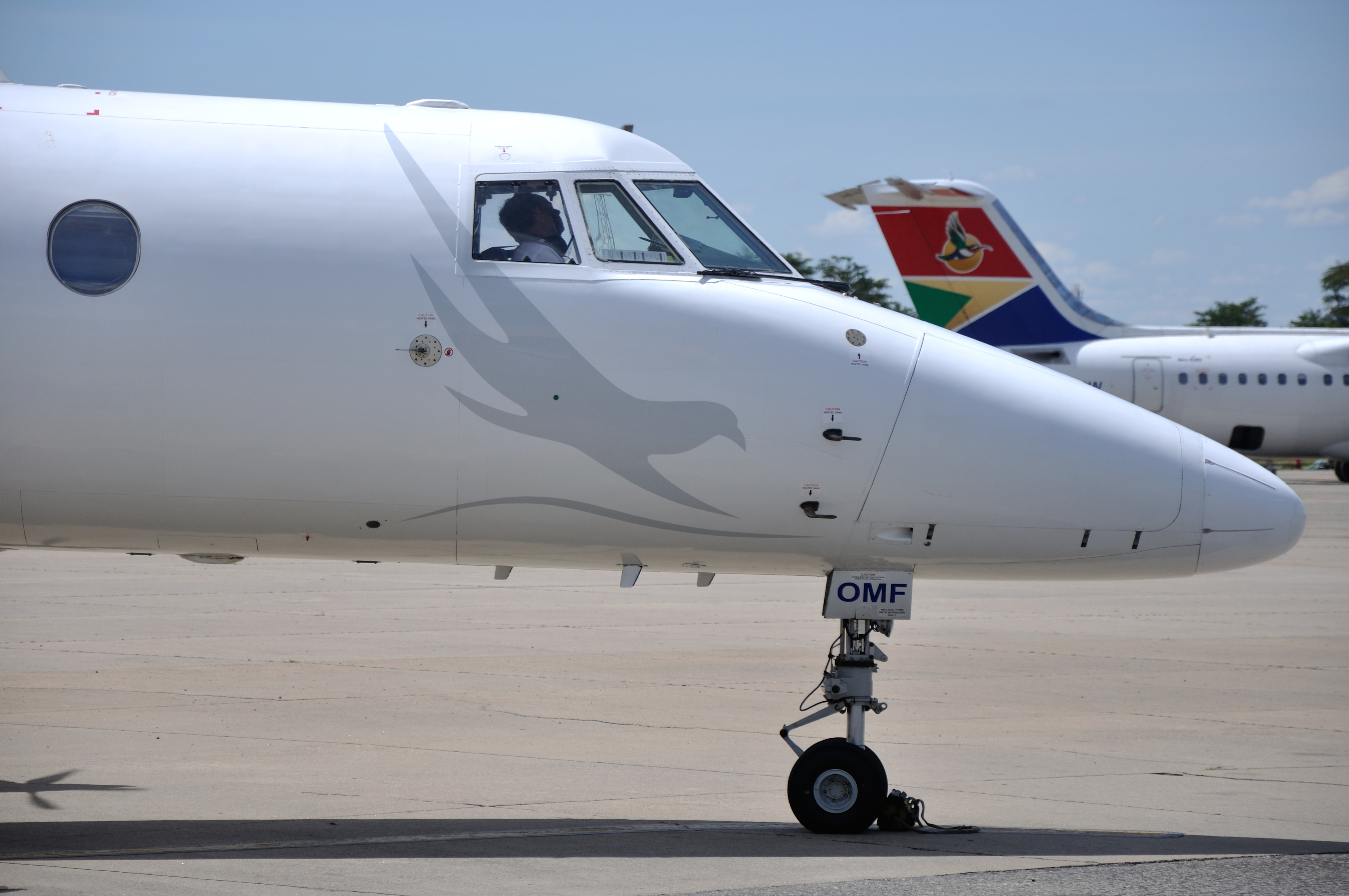
말라보 국제공항, 2013년 4월

| 항공사                            | 목적지                   |
| --------------------------------- | ------------------------ |
| 아프리젯                          | 두알라, 리브르빌         |
| 에어 프랑스                       | 파리–샤를 드 골          |
| 아스카이 항공                     | 로메, 야운데             |
| 세이바 인터컨티넨털 항공          | 바타, 로메, 멩고메옌     |
| 크로노스 항공                     | 바타, 두알라, 포트하커트 |
| 에티오피아 항공                   | 아디스아바바, 두알라     |
| 루프트한자                        | 프랑크푸르트             |
| 플러스 울트라 리네아스 아에레아스 | 마드리드                 |
| 로열 에어 모로코                  | 카사블랑카               |
| 밸류젯                            | 포트하커트               |
| 월드2플라이                       | 계절 전세편: 마드리드    |

## 같이 보기
- 항공 포털
- 적도 기니의 공항 목록
- 적도 기니의 교통
- 바타 공항